# Max Jähns

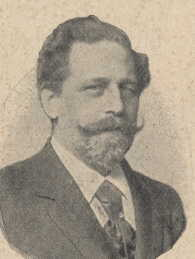
Max Jähns, um 1900

Max Jähns (* 18. April 1837 in Berlin; † 19. September 1900 ebenda) war ein deutscher (Militär-)Schriftsteller und preußischer Offizier.

## Familie
Max Jähns war der Sohn des Berliner Komponisten und Musiklehrers Friedrich Wilhelm Jähns und dessen Ehefrau Ida, geborene von Klöden, einer Tochter von Karl Friedrich von Klöden. 1863 heiratete er Marie Tannhäuser. Der Ehe entstammten die Töchter Elisabeth (Lilli) (1868–1934), seit 1890 verheiratet mit Otto von Glasenapp und Hildegard (Hilde), seit 1907 verheiratet mit Theodor Seitz, Gouverneur von Kamerun.

## Leben
Jähns trat 1854 in das Aachen stationierte 28. Infanterie-Regiment der Preußischen Armee ein, kam 1859 an die Kriegsakademie und wurde 1864 zum Regimentsadjutanten ernannt. Nach kurzer Unterbrechung trat er 1866 wieder in den Dienst und tat während des Deutschen Krieges als Dezernent im Kriegsministeriums Dienst. 1867 ging er in die geographisch-statistische Abteilung des Großen Generalstabs. Im Krieg gegen Frankreich diente er 1870/71 als Kommissar des Generalstabs für die Eisenbahn Weißenburg-Paris, eine der entscheidenden Transportverbindungen für den Kriegsverlauf. 
1872 wurde der promovierte Max Jähns auf den Lehrstuhl für Geschichte der Kriegskunst an die Kriegsakademie berufen. 1885 wurde er zum Oberstleutnant befördert und trat 1886 in den Ruhestand. 
Seit 1894 war Jähns Vorsitzender des Allgemeinen Deutschen Sprachvereins. Er war Biograph seines Großvaters, des Historikers Karl Friedrich Klöden und Autor des Artikels über Klöden in der Allgemeinen Deutschen Biographie.

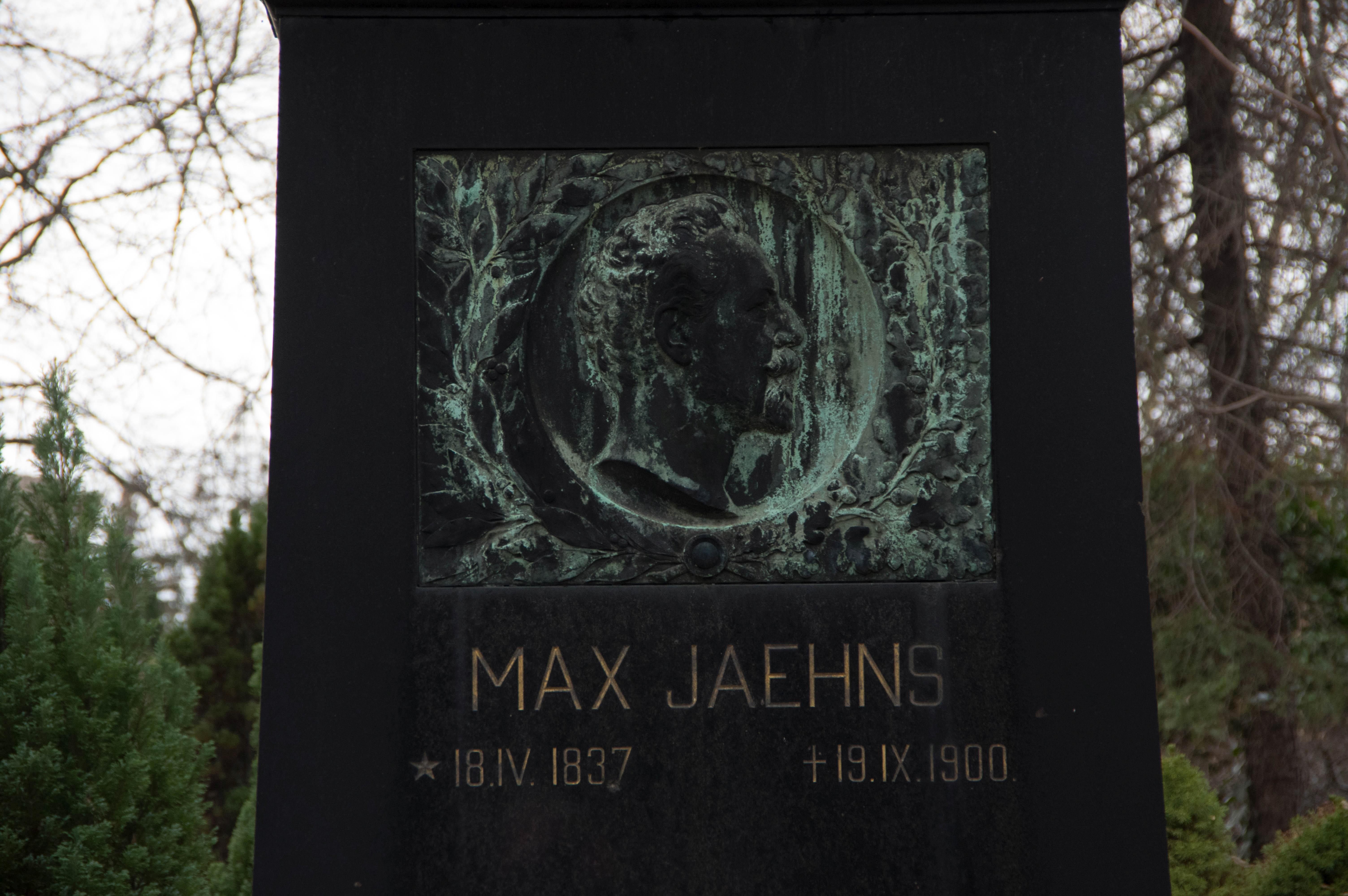
Porträtrelief am Grabstein von Max Jähns, geschaffen von Fritz Heinemann

Max Jähns starb am 19. September 1900 im Alter von 63 Jahren in Berlin. Sein erhaltenes Grab befindet sich auf dem Friedhof der Bethlehemsgemeinde in Berlin-Kreuzberg. Als Grabstein dient ein wuchtiger Zippus aus schwarzem Granit, entworfen von Franz Schwechten. An der Vorderseite eingelassen ist ein Bronzerelief mit dem Porträt von Jähns im Profil, ein Werk von Fritz Heinemann.

## Schriften
- Geschichte des 2. Rheinischen Infanterieregiments Nr. 28. Köln 1865.
- Roß und Reiter in Leben, Sprache, Glauben und Geschichte der Deutschen. 2 Bde. Leipzig 1872
- Das französische Heer von der Großen Revolution bis zur Gegenwart. Leipzig 1873.
- Jugenderinnerungen Karl Friedrichs von Klöden. Leipzig 1874.
- Die Schlacht von Königgrätz. Leipzig 1876.
- Atlas zur Geschichte des Kriegswesens von der Urzeit bis zum Ende des 16. Jahrhunderts: Bewaffnung, Marsch- und Kampfweise, Befestigung, Belagerung, Seewesen. 100 Blatt zu seinen Vorlesungen an der Königl. Kriegs-Akademie. Ohne Ort 1878; Neudruck Osnabrück 1979 (= Bibliotheca rerum militarium, 22 - Atlas)
- Handbuch einer Geschichte des Kriegswesens von der Urzeit bis zur Renaissance, Technischer Theil: Bewaffnung, Kampfweise, Befestigung, Belagerung, Seewesen. Nebst einem Atlas von 100 Tafeln. Leipzig 1880; Neudruck (deklarariert als „Erster Teil“) Osnabrück 1979 (= Bibliotheca rerum militarium. Quellen und Darstellungen zur Militärwissenschaft und Militärgeschichte. Band 22 - Textband).
- Heeresverfassungen und Völkerleben. Berlin 1885.
- Geschichte der Kriegswissenschaften, vornehmlich in Deutschland. 3 Bände. München/Leipzig 1889–1891 (= Geschichte der Wissenschaften in Deutschland: Neuere Zeit. Band 21); Neudruck Hildesheim 1965.
- Ueber Krieg, Frieden und Kultur. Berlin 1893.
- Feldmarschall Moltke. 2 Tle. Berlin 1894.
- Der Vaterlandsgedanke und die deutsche Dichtung. Berlin 1896.
- Entwicklungsgeschichte der alten Trutzwaffen. Berlin 1899.
- Reinhart. Berlin 1859 (Märchenepos).
- Ein Jahr der Jugend. Dresden 1861 (lyrische Dichtungen)
- Macchiavelli und der Gedanke der allgemeinen Wehrpflicht. Vortrag, veröffentlicht in: Kölnische Zeitung. Nr. 106, 110, 112 und 112 vom 18., 20., 22. und 25. April 1876.